# Aero Willys
Aero Willys é um automóvel sedan que foi fabricado pela Willys-Overland do Brasil, de 1960 a 1971. Projetado pela montadora desde 1958, teve seu lançamento em 25 de março de 1960.

## Desenvolvimento
O Aero Willys herdou o projeto americano que foi desativado por insucesso. Lá as versões desse automóvel eram conhecidas como Aero-Ace, Aero-Eagle, Aero-Wing e  Bermuda, este último um coupê, todos fabricados pela Willys-Overland dos EUA, com os componentes mecânicos do Jeep Willys.

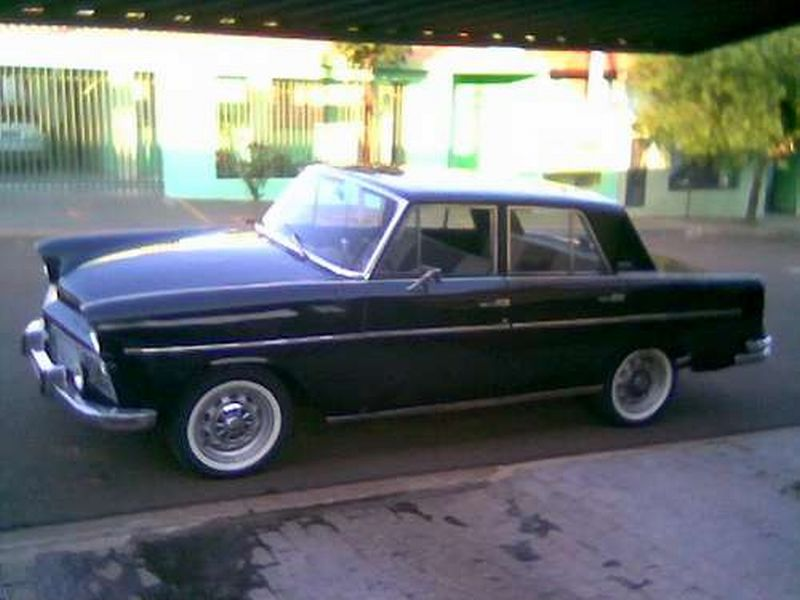
Aero Willys, projeto brasileiro

O ferramental veio para o Brasil e a Willys começou a produzir automóveis, mas apenas os modelos 4 portas. Toda a linha Aero foi concebida sobre a plataforma do Jeep, como sua suspensão, direção e freios a tambor nas quatro rodas. Eram carros duros, com uma linha arredondada, típica do início dos anos 50, que representavam à época a única opção para quem não desejasse o Simca Chambord e precisasse de um automóvel maior que os Volkswagen, DKW e Dauphine. Seu motor é de seis cilindros em linha, com a incomum característica de contar com a válvula de admissão situada no cabeçote e a válvula de escapamento no bloco. Ele foi utilizado no Jeep e seus derivados, como a Rural e o Maverick, este fabricado pela Ford a partir de 1973.
Em 1961, a diretoria da Willys tomou a decisão de inovar completamente o Aero Willys e torná-lo um carro inteiramente novo, com estilo próprio e linha inédita no catálogo internacional.
O início da fabricação deu-se em outubro de 1962 e sua primeira aparição foi em Paris, no mais famoso Salão do Automóvel do mundo. Com 110 cavalos, concepção e estilos novos, foi o primeiro carro inteiramente concebido na América Latina.

## Itamaraty

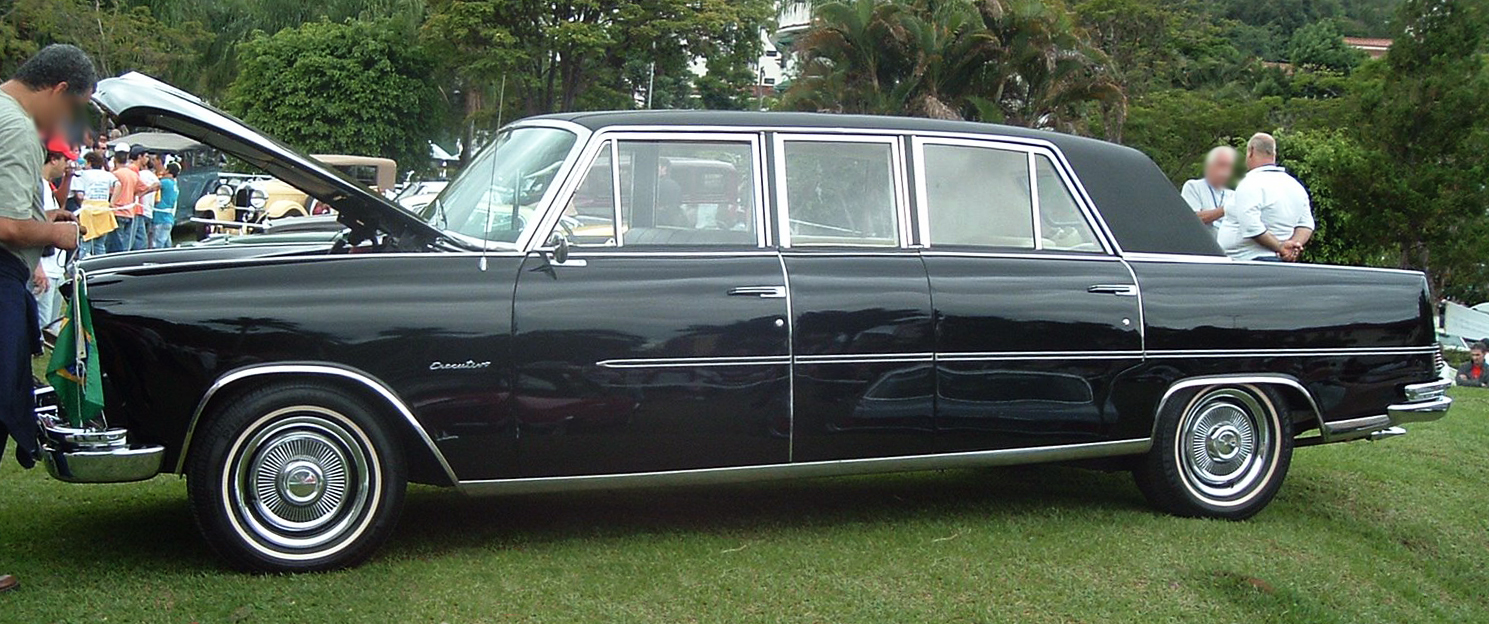
Aero Willys Itamaraty Executivo, em 1967

Em 1966 foi lançado Itamaraty, como a versão mais sofisticada do Aero Willys 2600. O nome faz referência ao edifício sede do Ministério das Relações Exteriores, em alusão à sofisticação e o glamour da diplomacia brasileira. O modelo trazia mais cromados, nova grade dianteira e lanternas. O interior contava com painel de jacarandá maciço, substituído por por uma imitação de plástico pela Ford, bancos de couro e rádio. Na parte mecânica, ganhava um motor de 3 litros e 132 cv (140 cv na gestão Ford).
O modelo serviu de base para a primeira limusine brasileira, o Willys Itamaraty Executivo. A ideia foi do presidente da Willys, o engenheiro William Max Pearce. O desenho foi feito pelo catalão José Maria Ramis Melquizo, do departamento de estilo da marca. 
O objetivo, deixado claro no nome, era atender a presidência da República. Em 1967, o primeiro modelo foi entregue ao então Presidente da República Castelo Branco. Produzido artesanalmente junto com a Karmann-Ghia, o Executivo tinha dois modelos: o Standard, menos luxuoso, oferecia cinco lugares atrás, três no banco traseiro e dois em pequenos bancos retráteis, rádio, toca-fitas de cartucho, ar-condicionado e uma pequena placa destinada ao nome do dono. O Executivo Especial tinha quatro lugares atrás, cedendo um do banco traseiro para um console central com gravador de voz Sony, barbeador, toca-fitas de cartucho, compartimento para guardar as fitas, comando das luzes internas e acendedor de cigarros. Foram produzidas 27 unidades, duas delas protótipos. Sua produção foi encerrada em 13 de agosto de 1969.
Em 1968, a Willys foi comprada pela Ford, que aos poucos foi fundindo o Aero Willys com o Ford Galaxie. Houve uma tentativa de adaptação do motor V8 do Galaxie no Aero. Um dos engenheiros testou o desempenho do automóvel na estrada para Santos, mas a falta de estabilidade e a deficiência de frenagem do carro no trecho em descida e cheio de curvas encerrou o episódio. Em 1971, a Ford anunciou que aquele seria o último ano de fabricação do automóvel, devido à queda nas vendas. Em 1972 foram comercializados os últimos Aero e Itamaraty, sendo seu motor utilizado como base do Maverick, em 1973.